# نوشتن به زبان دوم

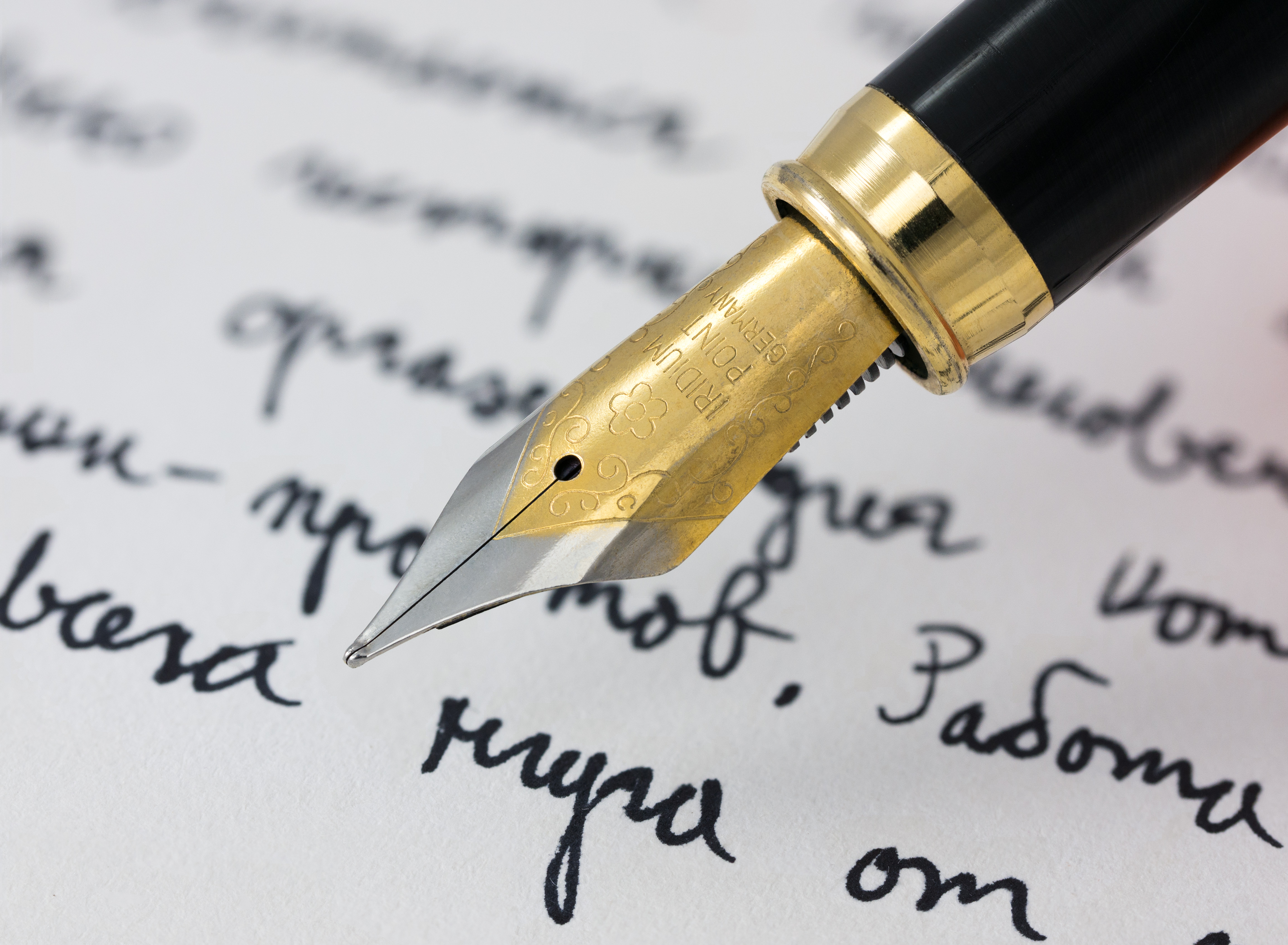
نوشتن به زبان دوم

نوشتن به زبان دوم به بررسی نوشتن توسط سخنور/نویسندگان غیربومی یک زبان، به عنوان زبان دوم یا زبان خارجه گفته می‌شود.
نوشتن، تنها رویه‌ای که نویسنده طی آن کلمات را در کنار یکدیگر روی کاغذ می‌آورد، نیست؛ بلکه همچنین محصول بدست‌آمده از این رویه نیز هست. این محصول و رویه همچنین تحت تأثیر ژانر، مخاطبان و هدف نوشتن نیز هستند. رویه نوشتن، هدف از آن و نیز محصول در رویکردهای مختلف به اشکال متفاوتی مورد توجه قرار گرفته‌اند. آموزش و ارائه دستورالعمل در نوشتن به زبان دوم می‌توانند به شکلی مؤثر مهارت دانش‌آموز را در تعدادی از زمینه‌های کلیدی بهبود بخشند؛ زیرا نوشتن به زبان دوم نسبت به زبان اول به دلایلی مانند تفاوت در فرهنگ و رویکرد بلاغی به متن، تسلط به زبان مادری شخص و زبان مقصد پیچیدگی‌های بیشتری را شامل می‌شود. رویکردهای جدیدتر به نیاز به آمیختن همه جنبه‌های نوشتن اهمیت می‌دهند؛ چه در آموزش و چه در سنجش.